# Dingle (Zweden)
Dingle is een plaats in de gemeente Munkedal in het landschap Bohuslän en de provincie Västra Götalands län in Zweden. De plaats heeft 891 inwoners (2005) en een oppervlakte van 107 hectare.

## Verkeer en vervoer
Bij de plaats lopen de E6, Länsväg 162, Länsväg 165 en Länsväg 174.
De plaats heeft een station aan de spoorlijn Göteborg - Skee.